# U-21-Handball-Weltmeisterschaft 2019
Die U-21-Handball-Weltmeisterschaft der Männer 2019 wurde vom 16. bis 28. Juli 2019 in Spanien ausgetragen. Veranstalter war die Internationale Handballföderation (IHF). Weltmeister wurde Frankreich, das gegen Kroatien im Finale mit 28:23 gewonnen hatte.

## Teilnehmende Mannschaften
| Europa | Amerika                                                | Ozeanien     | Afrika                         | Asien                        |
| --- | ------------------------------------------------------ | ------------ | ------------------------------ | ---------------------------- |
| - Dänemark - Deutschland - Frankreich - Island - Kosovo - Kroatien - Norwegen - Portugal - Schweden - Serbien - Slowenien - Spanien - Ungarn | - Argentinien - Brasilien - Chile - Vereinigte Staaten | - Australien | - Ägypten - Nigeria - Tunesien | - Bahrain - Japan - Südkorea |

## Spielplan

### Vorrunde

#### Wertungskriterien
Bei den Vorrundenspielen handelte es sich um Punktspiele. Dabei bekam die Mannschaft pro Sieg zwei Punkte und bei einem Unentschieden einen Punkt. Keine Punkte gab es bei einer Niederlage.
Bei Punktgleichheit von zwei oder mehr Mannschaften entschieden nach Abschluss der Vorrunde folgende Kriterien über die Platzierung:
1. höhere Anzahl Punkte in den Direktbegegnungen der punktgleichen Teams;
2. bessere Tordifferenz in den Direktbegegnungen der punktgleichen Teams;
3. höhere Anzahl Tore in den Direktbegegnungen der punktgleichen Teams;
4. bessere Tordifferenz aus allen Gruppenspielen;
5. höhere Anzahl Tore aus allen Gruppenspielen;
6. das Los.

Legende

#### Gruppe A
| Pl. | Land               | Sp. | S | U | N | Tore      | Diff. | Punkte |
| --- | ------------------ | --- | - | - | - | --------- | ----- | ------ |
| 1.  | Slowenien          | 5   | 5 | 0 | 0 | 0156:1120 | +44   | 10     |
| 2.  | Spanien            | 5   | 4 | 0 | 1 | 0138:1030 | +35   | 8      |
| 3.  | Tunesien           | 5   | 3 | 0 | 2 | 0130:1290 | +1    | 6      |
| 4.  | Serbien            | 5   | 2 | 0 | 3 | 0134:1260 | +8    | 4      |
| 5.  | Japan              | 5   | 1 | 0 | 4 | 0109:1240 | −15   | 2      |
| 6.  | Vereinigte Staaten | 5   | 0 | 0 | 5 | 091:1640  | −73   | 0      |

| 16. Juli 2019 16:30 Uhr | Slowenien             | 32:25          | Tunesien                         | As Travesas Sports Hall, Vigo Zuschauer: 150 Schiedsrichter: Burgos, Delgado |
| 16. Juli 2019 16:30 Uhr | meiste Tore: Ocvirk 7 | (17:14)        | meiste Tore: Darmoul, Mustapha 6 | As Travesas Sports Hall, Vigo Zuschauer: 150 Schiedsrichter: Burgos, Delgado |
| 16. Juli 2019 16:30 Uhr | Strafen: 2× 8×        | Spielstatistik | Strafen: 4× 1×                   | As Travesas Sports Hall, Vigo Zuschauer: 150 Schiedsrichter: Burgos, Delgado |

| 16. Juli 2019 18:30 Uhr | Serbien              | 21:19          | Japan                 | As Travesas Sports Hall, Vigo Zuschauer: 80 Schiedsrichter: Marhoon, Al-Mawt |
| 16. Juli 2019 18:30 Uhr | meiste Tore: Tomić 5 | (9:9)          | meiste Tore: Tokuda 5 | As Travesas Sports Hall, Vigo Zuschauer: 80 Schiedsrichter: Marhoon, Al-Mawt |
| 16. Juli 2019 18:30 Uhr | Strafen: 2× 5×       | Spielstatistik | Strafen: 1× 3×        | As Travesas Sports Hall, Vigo Zuschauer: 80 Schiedsrichter: Marhoon, Al-Mawt |

| 16. Juli 2019 21:00 Uhr | Spanien                           | 34:13          | Vereinigte Staaten     | Pavillón Municipal dos Deportes de Pontevedra, Pontevedra Schiedsrichter: Belkhiri, Hamidi |
| 16. Juli 2019 21:00 Uhr | meiste Tore: Diocou, Pérez Arce 6 | (21:5)         | meiste Tore: Seifert 5 | Pavillón Municipal dos Deportes de Pontevedra, Pontevedra Schiedsrichter: Belkhiri, Hamidi |
| 16. Juli 2019 21:00 Uhr | Strafen: 3× 7×                    | Spielstatistik | Strafen: 1× 5× 1×      | Pavillón Municipal dos Deportes de Pontevedra, Pontevedra Schiedsrichter: Belkhiri, Hamidi |

| 18. Juli 2019 17:00 Uhr | Japan                 | 22:29          | Slowenien             | As Travesas Sports Hall, Vigo Zuschauer: 250 Schiedsrichter: Năstase, Stancu |
| 18. Juli 2019 17:00 Uhr | meiste Tore: Tokuda 5 | (12:16)        | meiste Tore: Horžen 6 | As Travesas Sports Hall, Vigo Zuschauer: 250 Schiedsrichter: Năstase, Stancu |
| 18. Juli 2019 17:00 Uhr | Strafen: 1× 2×        | Spielstatistik | Strafen: 3×           | As Travesas Sports Hall, Vigo Zuschauer: 250 Schiedsrichter: Năstase, Stancu |

| 18. Juli 2019 19:00 Uhr | Vereinigte Staaten    | 19:36          | Serbien                  | As Travesas Sports Hall, Vigo Zuschauer: 255 Schiedsrichter: Konjičanin, Konjičanin |
| 18. Juli 2019 19:00 Uhr | meiste Tore: Klerud 5 | (9:13)         | meiste Tore: Ivanović 10 | As Travesas Sports Hall, Vigo Zuschauer: 255 Schiedsrichter: Konjičanin, Konjičanin |
| 18. Juli 2019 19:00 Uhr | Strafen: 1× 6×        | Spielstatistik | Strafen: 2× 8×           | As Travesas Sports Hall, Vigo Zuschauer: 255 Schiedsrichter: Konjičanin, Konjičanin |

| 18. Juli 2019 21:00 Uhr | Tunesien               | 20:26          | Spanien               | As Travesas Sports Hall, Vigo Zuschauer: 450 Schiedsrichter: Lončar, Lončar |
| 18. Juli 2019 21:00 Uhr | meiste Tore: Darmoul 8 | (8:15)         | meiste Tore: Pérez 10 | As Travesas Sports Hall, Vigo Zuschauer: 450 Schiedsrichter: Lončar, Lončar |
| 18. Juli 2019 21:00 Uhr | Strafen: 3× 2×         | Spielstatistik | Strafen: 2×           | As Travesas Sports Hall, Vigo Zuschauer: 450 Schiedsrichter: Lončar, Lončar |

| 19. Juli 2019 16:30 Uhr | Tunesien                | 26:25          | Japan                 | As Travesas Sports Hall, Vigo Zuschauer: 120 Schiedsrichter: Kulik, Nabokau |
| 19. Juli 2019 16:30 Uhr | meiste Tore: Mustapha 6 | (14:8)         | meiste Tore: Tokuda 7 | As Travesas Sports Hall, Vigo Zuschauer: 120 Schiedsrichter: Kulik, Nabokau |
| 19. Juli 2019 16:30 Uhr | Strafen: 1× 4×          | Spielstatistik | Strafen: 2× 6×        | As Travesas Sports Hall, Vigo Zuschauer: 120 Schiedsrichter: Kulik, Nabokau |

| 19. Juli 2019 18:30 Uhr | Slowenien             | 43:16          | Vereinigte Staaten      | As Travesas Sports Hall, Vigo Zuschauer: 140 Schiedsrichter: Leszczyński, Piechota |
| 19. Juli 2019 18:30 Uhr | meiste Tore: Horvat 7 | (22:6)         | meiste Tore: Amitovic 4 | As Travesas Sports Hall, Vigo Zuschauer: 140 Schiedsrichter: Leszczyński, Piechota |
| 19. Juli 2019 18:30 Uhr | Strafen: 2× 1×        | Spielstatistik | Strafen: 1× 3×          | As Travesas Sports Hall, Vigo Zuschauer: 140 Schiedsrichter: Leszczyński, Piechota |

| 19. Juli 2019 21:00 Uhr | Spanien               | 29:26          | Serbien              | As Travesas Sports Hall, Vigo Zuschauer: 400 Schiedsrichter: Mitrović, Vešović |
| 19. Juli 2019 21:00 Uhr | meiste Tore: Valera 8 | (13:12)        | meiste Tore: Milić 5 | As Travesas Sports Hall, Vigo Zuschauer: 400 Schiedsrichter: Mitrović, Vešović |
| 19. Juli 2019 21:00 Uhr | Strafen: 4× 3×        | Spielstatistik | Strafen: 3× 8× 1×    | As Travesas Sports Hall, Vigo Zuschauer: 400 Schiedsrichter: Mitrović, Vešović |

| 21. Juli 2019 16:30 Uhr | Vereinigte Staaten     | 23:30          | Tunesien               | As Travesas Sports Hall, Vigo Zuschauer: 80 Schiedsrichter: Al-Mawt, Marhoon |
| 21. Juli 2019 16:30 Uhr | meiste Tore: Bengozi 6 | (12:13)        | meiste Tore: Darmoul 7 | As Travesas Sports Hall, Vigo Zuschauer: 80 Schiedsrichter: Al-Mawt, Marhoon |
| 21. Juli 2019 16:30 Uhr | Strafen: 1× 7× 1×      | Spielstatistik | Strafen: 1× 5×         | As Travesas Sports Hall, Vigo Zuschauer: 80 Schiedsrichter: Al-Mawt, Marhoon |

| 21. Juli 2019 18:30 Uhr | Serbien                            | 28:30          | Slowenien              | As Travesas Sports Hall, Vigo Zuschauer: 300 Schiedsrichter: Erdoğan, Özdeniz |
| 21. Juli 2019 18:30 Uhr | meiste Tore: S. Milić, Vignjević 5 | (15:16)        | meiste Tore: Ocvirk 10 | As Travesas Sports Hall, Vigo Zuschauer: 300 Schiedsrichter: Erdoğan, Özdeniz |
| 21. Juli 2019 18:30 Uhr | Strafen: 2× 4×                     | Spielstatistik | Strafen: 3× 4×         | As Travesas Sports Hall, Vigo Zuschauer: 300 Schiedsrichter: Erdoğan, Özdeniz |

| 21. Juli 2019 21:00 Uhr | Spanien               | 28:22          | Japan                 | As Travesas Sports Hall, Vigo Zuschauer: 900 Schiedsrichter: Burgos, Delgado |
| 21. Juli 2019 21:00 Uhr | meiste Tore: Suárez 7 | (13:11)        | meiste Tore: Tokuda 7 | As Travesas Sports Hall, Vigo Zuschauer: 900 Schiedsrichter: Burgos, Delgado |
| 21. Juli 2019 21:00 Uhr | Strafen: 2× 3×        | Spielstatistik | Strafen: 2×           | As Travesas Sports Hall, Vigo Zuschauer: 900 Schiedsrichter: Burgos, Delgado |

| 22. Juli 2019 16:30 Uhr | Japan                           | 21:20          | Vereinigte Staaten              | As Travesas Sports Hall, Vigo Zuschauer: 60 Schiedsrichter: Lončar, Lončar |
| 22. Juli 2019 16:30 Uhr | meiste Tore: Fujita, Kawasaki 5 | (5:11)         | meiste Tore: Bengozi, Seifert 4 | As Travesas Sports Hall, Vigo Zuschauer: 60 Schiedsrichter: Lončar, Lončar |
| 22. Juli 2019 16:30 Uhr | Strafen: 6× 1×                  | Spielstatistik | Strafen: 1× 3×                  | As Travesas Sports Hall, Vigo Zuschauer: 60 Schiedsrichter: Lončar, Lončar |

| 22. Juli 2019 18:30 Uhr | Serbien              | 23:29          | Tunesien            | As Travesas Sports Hall, Vigo Zuschauer: 250 Schiedsrichter: Cheng, Zhou |
| 22. Juli 2019 18:30 Uhr | meiste Tore: Milić 5 | (14:17)        | meiste Tore: Aidi 8 | As Travesas Sports Hall, Vigo Zuschauer: 250 Schiedsrichter: Cheng, Zhou |
| 22. Juli 2019 18:30 Uhr | Strafen: 2× 4× 1×    | Spielstatistik | Strafen: 1× 5×      | As Travesas Sports Hall, Vigo Zuschauer: 250 Schiedsrichter: Cheng, Zhou |

| 22. Juli 2019 21:00 Uhr | Slowenien              | 22:21          | Spanien                   | As Travesas Sports Hall, Vigo Zuschauer: 1.600 Schiedsrichter: Alpaidze, Berzkina |
| 22. Juli 2019 21:00 Uhr | meiste Tore: Ocvirk 10 | (11:11)        | meiste Tore: Pérez Arce 8 | As Travesas Sports Hall, Vigo Zuschauer: 1.600 Schiedsrichter: Alpaidze, Berzkina |
| 22. Juli 2019 21:00 Uhr | Strafen: 3× 4×         | Spielstatistik | Strafen: 2× 4×            | As Travesas Sports Hall, Vigo Zuschauer: 1.600 Schiedsrichter: Alpaidze, Berzkina |

#### Gruppe B
| Pl. | Land       | Sp. | S | U | N | Tore      | Diff. | Punkte |
| --- | ---------- | --- | - | - | - | --------- | ----- | ------ |
| 1.  | Ägypten    | 5   | 5 | 0 | 0 | 0198:1370 | +61   | 10     |
| 2.  | Schweden   | 5   | 4 | 0 | 1 | 0168:1240 | +44   | 8      |
| 3.  | Frankreich | 5   | 3 | 0 | 2 | 0199:1260 | +73   | 6      |
| 4.  | Südkorea   | 5   | 2 | 0 | 3 | 0176:1680 | +8    | 4      |
| 5.  | Nigeria    | 5   | 1 | 0 | 4 | 0139:1990 | −60   | 2      |
| 6.  | Australien | 5   | 0 | 0 | 5 | 085:2110  | −126  | 0      |

| 16. Juli 2019 10:00 Uhr | Ägypten                       | 44:17          | Australien             | As Travesas Sports Hall, Vigo Zuschauer: 100 Schiedsrichter: Năstase, Stancu |
| 16. Juli 2019 10:00 Uhr | meiste Tore: Yahia, Mamdouh 5 | (21:6)         | meiste Tore: McCourt 6 | As Travesas Sports Hall, Vigo Zuschauer: 100 Schiedsrichter: Năstase, Stancu |
| 16. Juli 2019 10:00 Uhr | Strafen: 2× 1×                | Spielstatistik | Strafen: 2× 1×         | As Travesas Sports Hall, Vigo Zuschauer: 100 Schiedsrichter: Năstase, Stancu |

| 16. Juli 2019 12:00 Uhr | Frankreich           | 48:19          | Nigeria               | As Travesas Sports Hall, Vigo Zuschauer: 100 Schiedsrichter: Konjičanin, Konjičanin |
| 16. Juli 2019 12:00 Uhr | meiste Tore: Kempf 9 | (26:9)         | meiste Tore: Hassan 7 | As Travesas Sports Hall, Vigo Zuschauer: 100 Schiedsrichter: Konjičanin, Konjičanin |
| 16. Juli 2019 12:00 Uhr | Strafen: 2× 5×       | Spielstatistik | Strafen: 6×           | As Travesas Sports Hall, Vigo Zuschauer: 100 Schiedsrichter: Konjičanin, Konjičanin |

| 16. Juli 2019 14:00 Uhr | Schweden                 | 34:28          | Südkorea             | As Travesas Sports Hall, Vigo Zuschauer: 80 Schiedsrichter: Mitrović, Vešović |
| 16. Juli 2019 14:00 Uhr | meiste Tore: Wallinius 6 | (16:16)        | meiste Tore: Shin 11 | As Travesas Sports Hall, Vigo Zuschauer: 80 Schiedsrichter: Mitrović, Vešović |
| 16. Juli 2019 14:00 Uhr | Strafen: 2× 6×           | Spielstatistik | Strafen: 1× 3×       | As Travesas Sports Hall, Vigo Zuschauer: 80 Schiedsrichter: Mitrović, Vešović |

| 17. Juli 2019 17:00 Uhr | Nigeria                 | 30:47          | Ägypten                 | As Travesas Sports Hall, Vigo Zuschauer: 100 Schiedsrichter: Erdoğan, Özdeniz |
| 17. Juli 2019 17:00 Uhr | meiste Tore: Mohammed 6 | (13:18)        | meiste Tore: Khorshid 9 | As Travesas Sports Hall, Vigo Zuschauer: 100 Schiedsrichter: Erdoğan, Özdeniz |
| 17. Juli 2019 17:00 Uhr | Strafen: 4× 2×          | Spielstatistik | Strafen: 2× 4×          | As Travesas Sports Hall, Vigo Zuschauer: 100 Schiedsrichter: Erdoğan, Özdeniz |

| 17. Juli 2019 19:00 Uhr | Australien                       | 16:44          | Schweden                | As Travesas Sports Hall, Vigo Zuschauer: 200 Schiedsrichter: Kulik, Nabokau |
| 17. Juli 2019 19:00 Uhr | meiste Tore: Ljungberg, Prokic 5 | (6:20)         | meiste Tore: Lindberg 7 | As Travesas Sports Hall, Vigo Zuschauer: 200 Schiedsrichter: Kulik, Nabokau |
| 17. Juli 2019 19:00 Uhr | Strafen: 1×                      | Spielstatistik | Strafen: 2× 3×          | As Travesas Sports Hall, Vigo Zuschauer: 200 Schiedsrichter: Kulik, Nabokau |

| 17. Juli 2019 21:00 Uhr | Südkorea                | 32:46          | Frankreich            | As Travesas Sports Hall, Vigo Zuschauer: 150 Schiedsrichter: Lončar, Lončar |
| 17. Juli 2019 21:00 Uhr | meiste Tore: Kim Ji. 10 | (15:26)        | meiste Tore: Kempf 12 | As Travesas Sports Hall, Vigo Zuschauer: 150 Schiedsrichter: Lončar, Lončar |
| 17. Juli 2019 21:00 Uhr | Strafen: 1× 4×          | Spielstatistik | Strafen: 1× 8×        | As Travesas Sports Hall, Vigo Zuschauer: 150 Schiedsrichter: Lončar, Lončar |

| 19. Juli 2019 10:00 Uhr | Nigeria             | 30:42          | Südkorea               | As Travesas Sports Hall, Vigo Zuschauer: 80 Schiedsrichter: Al-Mawt, Marhoon |
| 19. Juli 2019 10:00 Uhr | meiste Tore: Anas 8 | (19:21)        | meiste Tore: Kim R. 12 | As Travesas Sports Hall, Vigo Zuschauer: 80 Schiedsrichter: Al-Mawt, Marhoon |
| 19. Juli 2019 10:00 Uhr | Strafen: 3× 1× 2×   | Spielstatistik | Strafen: 2× 6×         | As Travesas Sports Hall, Vigo Zuschauer: 80 Schiedsrichter: Al-Mawt, Marhoon |

| 19. Juli 2019 12:00 Uhr | Ägypten                | 32:22          | Schweden               | As Travesas Sports Hall, Vigo Zuschauer: 110 Schiedsrichter: Lončar, Lončar |
| 19. Juli 2019 12:00 Uhr | meiste Tore: Dahroug 7 | (14:11)        | meiste Tore: Jurmala 6 | As Travesas Sports Hall, Vigo Zuschauer: 110 Schiedsrichter: Lončar, Lončar |
| 19. Juli 2019 12:00 Uhr | Strafen: 1× 3×         | Spielstatistik | Strafen: 1× 2×         | As Travesas Sports Hall, Vigo Zuschauer: 110 Schiedsrichter: Lončar, Lončar |

| 19. Juli 2019 14:00 Uhr | Frankreich            | 50:11          | Australien                       | As Travesas Sports Hall, Vigo Zuschauer: 100 Schiedsrichter: Zhou, Cheng |
| 19. Juli 2019 14:00 Uhr | meiste Tore: Gaudin 8 | (26:7)         | meiste Tore: Burgoyne, McCourt 3 | As Travesas Sports Hall, Vigo Zuschauer: 100 Schiedsrichter: Zhou, Cheng |
| 19. Juli 2019 14:00 Uhr | Strafen: 3×           | Spielstatistik | Strafen: 1× 2×                   | As Travesas Sports Hall, Vigo Zuschauer: 100 Schiedsrichter: Zhou, Cheng |

| 20. Juli 2019 17:00 Uhr | Australien                        | 21:35          | Nigeria                 | As Travesas Sports Hall, Vigo Zuschauer: 100 Schiedsrichter: Leszczyński, Piechota |
| 20. Juli 2019 17:00 Uhr | meiste Tore: Ljungberg, McCourt 6 | (11:16)        | meiste Tore: Mohammed 8 | As Travesas Sports Hall, Vigo Zuschauer: 100 Schiedsrichter: Leszczyński, Piechota |
| 20. Juli 2019 17:00 Uhr | Strafen: 2×                       | Spielstatistik | Strafen: 4×             | As Travesas Sports Hall, Vigo Zuschauer: 100 Schiedsrichter: Leszczyński, Piechota |

| 20. Juli 2019 19:00 Uhr | Ägypten               | 38:36          | Südkorea             | As Travesas Sports Hall, Vigo Zuschauer: 100 Schiedsrichter: Alpaidze, Berzkina |
| 20. Juli 2019 19:00 Uhr | meiste Tore: Kaddah 9 | (19:18)        | meiste Tore: Shin 11 | As Travesas Sports Hall, Vigo Zuschauer: 100 Schiedsrichter: Alpaidze, Berzkina |
| 20. Juli 2019 19:00 Uhr | Strafen: 2× 7×        | Spielstatistik | Strafen: 1× 6×       | As Travesas Sports Hall, Vigo Zuschauer: 100 Schiedsrichter: Alpaidze, Berzkina |

| 20. Juli 2019 21:00 Uhr | Schweden                        | 27:23          | Frankreich            | As Travesas Sports Hall, Vigo Zuschauer: 100 Schiedsrichter: Belkhiri, Hamidi |
| 20. Juli 2019 21:00 Uhr | meiste Tore: Thurin, Sandberg 4 | (15:11)        | meiste Tore: Gaudin 8 | As Travesas Sports Hall, Vigo Zuschauer: 100 Schiedsrichter: Belkhiri, Hamidi |
| 20. Juli 2019 21:00 Uhr | Strafen: 2× 5×                  | Spielstatistik | Strafen: 2×           | As Travesas Sports Hall, Vigo Zuschauer: 100 Schiedsrichter: Belkhiri, Hamidi |

| 22. Juli 2019 10:00 Uhr | Südkorea              | 38:20          | Australien               | As Travesas Sports Hall, Vigo Zuschauer: 75 Schiedsrichter: Burgos, Delgado |
| 22. Juli 2019 10:00 Uhr | meiste Tore: Lee Y. 6 | (20:15)        | meiste Tore: Ljungberg 6 | As Travesas Sports Hall, Vigo Zuschauer: 75 Schiedsrichter: Burgos, Delgado |
| 22. Juli 2019 10:00 Uhr | Strafen: 2× 3×        | Spielstatistik | Strafen: 2×              | As Travesas Sports Hall, Vigo Zuschauer: 75 Schiedsrichter: Burgos, Delgado |

| 22. Juli 2019 12:00 Uhr | Schweden                | 41:25          | Nigeria               | As Travesas Sports Hall, Vigo Zuschauer: 100 Schiedsrichter: Konjičanin, Konjičanin |
| 22. Juli 2019 12:00 Uhr | meiste Tore: Wedberg 13 | (21:14)        | meiste Tore: Rotibi 6 | As Travesas Sports Hall, Vigo Zuschauer: 100 Schiedsrichter: Konjičanin, Konjičanin |
| 22. Juli 2019 12:00 Uhr | Strafen: 1× 3×          | Spielstatistik | Strafen: 3×           | As Travesas Sports Hall, Vigo Zuschauer: 100 Schiedsrichter: Konjičanin, Konjičanin |

| 22. Juli 2019 14:00 Uhr | Frankreich            | 32:37          | Ägypten                | As Travesas Sports Hall, Vigo Zuschauer: 60 Schiedsrichter: Erdoğan, Özdeniz |
| 22. Juli 2019 14:00 Uhr | meiste Tore: Gaudin 8 | (16:20)        | meiste Tore: Ramadan 8 | As Travesas Sports Hall, Vigo Zuschauer: 60 Schiedsrichter: Erdoğan, Özdeniz |
| 22. Juli 2019 14:00 Uhr | Strafen: 5× 1×        | Spielstatistik | Strafen: 2× 3×         | As Travesas Sports Hall, Vigo Zuschauer: 60 Schiedsrichter: Erdoğan, Özdeniz |

#### Gruppe C
| Pl. | Land      | Sp. | S | U | N | Tore      | Diff. | Punkte |
| --- | --------- | --- | - | - | - | --------- | ----- | ------ |
| 1.  | Kroatien  | 5   | 5 | 0 | 0 | 0157:1310 | +26   | 10     |
| 2.  | Brasilien | 5   | 4 | 0 | 1 | 0158:1370 | +21   | 8      |
| 3.  | Portugal  | 5   | 3 | 0 | 2 | 0157:1430 | +14   | 6      |
| 4.  | Ungarn    | 5   | 2 | 0 | 3 | 0155:1550 | ±0    | 4      |
| 5.  | Bahrain   | 5   | 0 | 1 | 4 | 0135:1510 | −16   | 1      |
| 6.  | Kosovo    | 5   | 0 | 1 | 4 | 0111:1560 | −45   | 1      |

| 16. Juli 2019 17:00 Uhr | Kroatien                | 23:17          | Kosovo                 | Pavillón Municipal dos Deportes de Pontevedra, Pontevedra Schiedsrichter: Krichen, Makhlouf |
| 16. Juli 2019 17:00 Uhr | meiste Tore: Vistorop 7 | (14:11)        | meiste Tore: Muqolli 7 | Pavillón Municipal dos Deportes de Pontevedra, Pontevedra Schiedsrichter: Krichen, Makhlouf |
| 16. Juli 2019 17:00 Uhr | Strafen: 2× 5×          | Spielstatistik | Strafen: 3×            | Pavillón Municipal dos Deportes de Pontevedra, Pontevedra Schiedsrichter: Krichen, Makhlouf |

| 16. Juli 2019 19:00 Uhr | Portugal              | 30:35          | Brasilien            | Pavillón Municipal dos Deportes de Pontevedra, Pontevedra Zuschauer: 1.500 Schiedsrichter: Gasmi, Gasmi |
| 16. Juli 2019 19:00 Uhr | meiste Tore: Silva 13 | (11:21)        | meiste Tore: Silva 7 | Pavillón Municipal dos Deportes de Pontevedra, Pontevedra Zuschauer: 1.500 Schiedsrichter: Gasmi, Gasmi |
| 16. Juli 2019 19:00 Uhr | Strafen: 4×           | Spielstatistik | Strafen: 8×          | Pavillón Municipal dos Deportes de Pontevedra, Pontevedra Zuschauer: 1.500 Schiedsrichter: Gasmi, Gasmi |

| 16. Juli 2019 20:30 Uhr | Ungarn               | 34:30          | Bahrain                | As Travesas Sports Hall, Vigo Zuschauer: 90 Schiedsrichter: Hizaki, Ikebuchi |
| 16. Juli 2019 20:30 Uhr | meiste Tore: Máthé 9 | (17:11)        | meiste Tore: Fadhul 10 | As Travesas Sports Hall, Vigo Zuschauer: 90 Schiedsrichter: Hizaki, Ikebuchi |
| 16. Juli 2019 20:30 Uhr | Strafen: 3× 1×       | Spielstatistik | Strafen: 2× 4×         | As Travesas Sports Hall, Vigo Zuschauer: 90 Schiedsrichter: Hizaki, Ikebuchi |

| 18. Juli 2019 16:00 Uhr | Bahrain                | 27:29          | Portugal              | Pavillón Municipal dos Deportes de Pontevedra, Pontevedra Schiedsrichter: Belkhiri, Hamidi |
| 18. Juli 2019 16:00 Uhr | meiste Tore: Mohamed 7 | (12:15)        | meiste Tore: Silva 11 | Pavillón Municipal dos Deportes de Pontevedra, Pontevedra Schiedsrichter: Belkhiri, Hamidi |
| 18. Juli 2019 16:00 Uhr | Strafen: 1× 4×         | Spielstatistik | Strafen: 2× 7× 1×     | Pavillón Municipal dos Deportes de Pontevedra, Pontevedra Schiedsrichter: Belkhiri, Hamidi |

| 18. Juli 2019 18:00 Uhr | Brasilien             | 29:33          | Kroatien                | Pavillón Municipal dos Deportes de Pontevedra, Pontevedra Zuschauer: 450 Schiedsrichter: Álvarez, Bustamante |
| 18. Juli 2019 18:00 Uhr | meiste Tore: Santos 8 | (17:16)        | meiste Tore: Vistorop 8 | Pavillón Municipal dos Deportes de Pontevedra, Pontevedra Zuschauer: 450 Schiedsrichter: Álvarez, Bustamante |
| 18. Juli 2019 18:00 Uhr | Strafen: 1× 4×        | Spielstatistik | Strafen: 2× 9×          | Pavillón Municipal dos Deportes de Pontevedra, Pontevedra Zuschauer: 450 Schiedsrichter: Álvarez, Bustamante |

| 18. Juli 2019 20:00 Uhr | Kosovo                  | 21:36          | Ungarn                  | Pavillón Municipal dos Deportes de Pontevedra, Pontevedra Schiedsrichter: Cheng, Zhou |
| 18. Juli 2019 20:00 Uhr | meiste Tore: Basholli 5 | (9:20)         | meiste Tore: Schäffer 8 | Pavillón Municipal dos Deportes de Pontevedra, Pontevedra Schiedsrichter: Cheng, Zhou |
| 18. Juli 2019 20:00 Uhr | Strafen: 1× 3× 1×       | Spielstatistik | Strafen: 1×             | Pavillón Municipal dos Deportes de Pontevedra, Pontevedra Schiedsrichter: Cheng, Zhou |

| 19. Juli 2019 16:30 Uhr | Portugal             | 32:21          | Kosovo                 | Pavillón Municipal dos Deportes de Pontevedra, Pontevedra Zuschauer: 100 Schiedsrichter: Álvarez, Bustamante |
| 19. Juli 2019 16:30 Uhr | meiste Tore: Silva 8 | (16:10)        | meiste Tore: Muqolli 7 | Pavillón Municipal dos Deportes de Pontevedra, Pontevedra Zuschauer: 100 Schiedsrichter: Álvarez, Bustamante |
| 19. Juli 2019 16:30 Uhr | Strafen: 1× 2×       | Spielstatistik | Strafen: 1×            | Pavillón Municipal dos Deportes de Pontevedra, Pontevedra Zuschauer: 100 Schiedsrichter: Álvarez, Bustamante |

| 19. Juli 2019 18:30 Uhr | Kroatien                   | 37:32          | Ungarn                | Pavillón Municipal dos Deportes de Pontevedra, Pontevedra Zuschauer: 250 Schiedsrichter: Burgos, Delgado |
| 19. Juli 2019 18:30 Uhr | meiste Tore: Martinović 12 | (22:15)        | meiste Tore: Borzas 9 | Pavillón Municipal dos Deportes de Pontevedra, Pontevedra Zuschauer: 250 Schiedsrichter: Burgos, Delgado |
| 19. Juli 2019 18:30 Uhr | Strafen: 3× 5×             | Spielstatistik | Strafen: 2× 4×        | Pavillón Municipal dos Deportes de Pontevedra, Pontevedra Zuschauer: 250 Schiedsrichter: Burgos, Delgado |

| 19. Juli 2019 20:30 Uhr | Brasilien              | 27:26          | Bahrain               | Pavillón Municipal dos Deportes de Pontevedra, Pontevedra Zuschauer: 100 Schiedsrichter: Alpaidze, Berzkina |
| 19. Juli 2019 20:30 Uhr | meiste Tore: Pacheco 6 | (7:11)         | meiste Tore: Fadhul 7 | Pavillón Municipal dos Deportes de Pontevedra, Pontevedra Zuschauer: 100 Schiedsrichter: Alpaidze, Berzkina |
| 19. Juli 2019 20:30 Uhr | Strafen: 3×            | Spielstatistik | Strafen: 2× 5×        | Pavillón Municipal dos Deportes de Pontevedra, Pontevedra Zuschauer: 100 Schiedsrichter: Alpaidze, Berzkina |

| 21. Juli 2019 16:00 Uhr | Kroatien                | 32:23          | Bahrain                | Pavillón Municipal dos Deportes de Pontevedra, Pontevedra Zuschauer: 100 Schiedsrichter: Cheng, Zhou |
| 21. Juli 2019 16:00 Uhr | meiste Tore: Jaganjac 8 | (13:12)        | meiste Tore: Mohamed 4 | Pavillón Municipal dos Deportes de Pontevedra, Pontevedra Zuschauer: 100 Schiedsrichter: Cheng, Zhou |
| 21. Juli 2019 16:00 Uhr | Strafen: 2× 8×          | Spielstatistik | Strafen: 3× 4×         | Pavillón Municipal dos Deportes de Pontevedra, Pontevedra Zuschauer: 100 Schiedsrichter: Cheng, Zhou |

| 21. Juli 2019 18:00 Uhr | Kosovo                   | 22:36          | Brasilien               | Pavillón Municipal dos Deportes de Pontevedra, Pontevedra Zuschauer: 150 Schiedsrichter: Hizaki, Ikebuchi |
| 21. Juli 2019 18:00 Uhr | meiste Tore: Tahirukaj 8 | (10:18)        | meiste Tore: Torriani 8 | Pavillón Municipal dos Deportes de Pontevedra, Pontevedra Zuschauer: 150 Schiedsrichter: Hizaki, Ikebuchi |
| 21. Juli 2019 18:00 Uhr | Strafen: 4× 1×           | Spielstatistik | Strafen: 4×             | Pavillón Municipal dos Deportes de Pontevedra, Pontevedra Zuschauer: 150 Schiedsrichter: Hizaki, Ikebuchi |

| 21. Juli 2019 20:00 Uhr | Ungarn                  | 28:36          | Portugal             | Pavillón Municipal dos Deportes de Pontevedra, Pontevedra Zuschauer: 100 Schiedsrichter: Krichen, Makhlouf |
| 21. Juli 2019 20:00 Uhr | meiste Tore: Schäffer 5 | (13:18)        | meiste Tore: Silva 8 | Pavillón Municipal dos Deportes de Pontevedra, Pontevedra Zuschauer: 100 Schiedsrichter: Krichen, Makhlouf |
| 21. Juli 2019 20:00 Uhr | Strafen: 1× 4× 1×       | Spielstatistik | Strafen: 1× 3×       | Pavillón Municipal dos Deportes de Pontevedra, Pontevedra Zuschauer: 100 Schiedsrichter: Krichen, Makhlouf |

| 22. Juli 2019 16:30 Uhr | Bahrain                    | 29:29          | Kosovo                   | Pavillón Municipal dos Deportes de Pontevedra, Pontevedra Schiedsrichter: Kulik, Nabokau |
| 22. Juli 2019 16:30 Uhr | meiste Tore: Ali, Fadhul 7 | (15:14)        | meiste Tore: Tahirukaj 6 | Pavillón Municipal dos Deportes de Pontevedra, Pontevedra Schiedsrichter: Kulik, Nabokau |
| 22. Juli 2019 16:30 Uhr | Strafen: 2× 6× 1×          | Spielstatistik | Strafen: 1× 3× 1×        | Pavillón Municipal dos Deportes de Pontevedra, Pontevedra Schiedsrichter: Kulik, Nabokau |

| 22. Juli 2019 18:30 Uhr | Portugal             | 30:32          | Kroatien             | Pavillón Municipal dos Deportes de Pontevedra, Pontevedra Zuschauer: 285 Schiedsrichter: Krichen, Makhlouf |
| 22. Juli 2019 18:30 Uhr | meiste Tore: Silva 8 | (14:16)        | meiste Tore: Šarac 9 | Pavillón Municipal dos Deportes de Pontevedra, Pontevedra Zuschauer: 285 Schiedsrichter: Krichen, Makhlouf |
| 22. Juli 2019 18:30 Uhr | Strafen: 3×          | Spielstatistik | Strafen: 5×          | Pavillón Municipal dos Deportes de Pontevedra, Pontevedra Zuschauer: 285 Schiedsrichter: Krichen, Makhlouf |

| 22. Juli 2019 20:30 Uhr | Ungarn               | 25:31          | Brasilien                     | Pavillón Municipal dos Deportes de Pontevedra, Pontevedra Zuschauer: 85 Schiedsrichter: Năstase, Stancu |
| 22. Juli 2019 20:30 Uhr | meiste Tore: Máthé 7 | (9:14)         | meiste Tore: Pacheco, Silva 6 | Pavillón Municipal dos Deportes de Pontevedra, Pontevedra Zuschauer: 85 Schiedsrichter: Năstase, Stancu |
| 22. Juli 2019 20:30 Uhr | Strafen: 3× 2× 1×    | Spielstatistik | Strafen: 1× 4×                | Pavillón Municipal dos Deportes de Pontevedra, Pontevedra Zuschauer: 85 Schiedsrichter: Năstase, Stancu |

#### Gruppe D
| Pl. | Land        | Sp. | S | U | N | Tore      | Diff. | Punkte |
| --- | ----------- | --- | - | - | - | --------- | ----- | ------ |
| 1.  | Dänemark    | 5   | 4 | 0 | 1 | 0163:1280 | +35   | 8      |
| 2.  | Deutschland | 5   | 4 | 0 | 1 | 0162:1140 | +48   | 8      |
| 3.  | Norwegen    | 5   | 3 | 0 | 2 | 0147:1260 | +21   | 6      |
| 4.  | Island      | 5   | 3 | 0 | 2 | 0113:1180 | −5    | 6      |
| 5.  | Chile       | 5   | 1 | 0 | 4 | 0115:1710 | −56   | 2      |
| 6.  | Argentinien | 5   | 0 | 0 | 5 | 0113:1560 | −43   | 0      |

| 16. Juli 2019 10:00 Uhr | Island                    | 26:19          | Chile                  | Pavillón Municipal dos Deportes de Pontevedra, Pontevedra Schiedsrichter: Cheng, Zhou |
| 16. Juli 2019 10:00 Uhr | meiste Tore: Ásgeirsson 5 | (10:10)        | meiste Tore: Baumann 4 | Pavillón Municipal dos Deportes de Pontevedra, Pontevedra Schiedsrichter: Cheng, Zhou |
| 16. Juli 2019 10:00 Uhr | Strafen: 1× 4×            | Spielstatistik | Strafen: 1× 2×         | Pavillón Municipal dos Deportes de Pontevedra, Pontevedra Schiedsrichter: Cheng, Zhou |

| 16. Juli 2019 12:00 Uhr | Norwegen            | 31:32          | Dänemark                | Pavillón Municipal dos Deportes de Pontevedra, Pontevedra Zuschauer: 300 Schiedsrichter: Álvarez, Bustamante |
| 16. Juli 2019 12:00 Uhr | meiste Tore: Lode 6 | (14:20)        | meiste Tore: Vinther 11 | Pavillón Municipal dos Deportes de Pontevedra, Pontevedra Zuschauer: 300 Schiedsrichter: Álvarez, Bustamante |
| 16. Juli 2019 12:00 Uhr | Strafen: 2× 7×      | Spielstatistik | Strafen: 2× 5× 1×       | Pavillón Municipal dos Deportes de Pontevedra, Pontevedra Zuschauer: 300 Schiedsrichter: Álvarez, Bustamante |

| 16. Juli 2019 14:00 Uhr | Deutschland            | 43:25          | Argentinien           | Pavillón Municipal dos Deportes de Pontevedra, Pontevedra Zuschauer: 120 Schiedsrichter: Berezkina, Alpaidze |
| 16. Juli 2019 14:00 Uhr | meiste Tore: Morante 9 | (17:16)        | meiste Tore: López 10 | Pavillón Municipal dos Deportes de Pontevedra, Pontevedra Zuschauer: 120 Schiedsrichter: Berezkina, Alpaidze |
| 16. Juli 2019 14:00 Uhr | Strafen: 1× 4×         | Spielstatistik | Strafen: 2× 5×        | Pavillón Municipal dos Deportes de Pontevedra, Pontevedra Zuschauer: 120 Schiedsrichter: Berezkina, Alpaidze |

| 17. Juli 2019 16:00 Uhr | Argentinien                         | 22:26          | Island                      | Pavillón Municipal dos Deportes de Pontevedra, Pontevedra Zuschauer: 200 Schiedsrichter: Leszczyński, Piechota |
| 17. Juli 2019 16:00 Uhr | meiste Tore: Martínez, Saud Sulak 4 | (10:14)        | meiste Tore: Valdimarsson 8 | Pavillón Municipal dos Deportes de Pontevedra, Pontevedra Zuschauer: 200 Schiedsrichter: Leszczyński, Piechota |
| 17. Juli 2019 16:00 Uhr | Strafen: 2×                         | Spielstatistik | Strafen: 3× 6×              | Pavillón Municipal dos Deportes de Pontevedra, Pontevedra Zuschauer: 200 Schiedsrichter: Leszczyński, Piechota |

| 17. Juli 2019 18:00 Uhr | Dänemark              | 30:25          | Deutschland            | Pavillón Municipal dos Deportes de Pontevedra, Pontevedra Schiedsrichter: Hamidi, Belkhiri |
| 17. Juli 2019 18:00 Uhr | meiste Tore: Lærke 11 | (15:15)        | meiste Tore: Heymann 8 | Pavillón Municipal dos Deportes de Pontevedra, Pontevedra Schiedsrichter: Hamidi, Belkhiri |
| 17. Juli 2019 18:00 Uhr | Strafen: 5× 4× 1×     | Spielstatistik | Strafen: 2× 5×         | Pavillón Municipal dos Deportes de Pontevedra, Pontevedra Schiedsrichter: Hamidi, Belkhiri |

| 17. Juli 2019 20:00 Uhr | Chile                | 25:36          | Norwegen                              | Pavillón Municipal dos Deportes de Pontevedra, Pontevedra Zuschauer: 300 Schiedsrichter: Mitrović, Vešović |
| 17. Juli 2019 20:00 Uhr | meiste Tore: López 4 | (14:19)        | meiste Tore: Boilesen, Heldal, Lode 6 | Pavillón Municipal dos Deportes de Pontevedra, Pontevedra Zuschauer: 300 Schiedsrichter: Mitrović, Vešović |
| 17. Juli 2019 20:00 Uhr | Strafen: 3× 4×       | Spielstatistik | Strafen: 3×                           | Pavillón Municipal dos Deportes de Pontevedra, Pontevedra Zuschauer: 300 Schiedsrichter: Mitrović, Vešović |

| 19. Juli 2019 10:00 Uhr | Island                    | 19:29          | Norwegen               | Pavillón Municipal dos Deportes de Pontevedra, Pontevedra Zuschauer: 300 Schiedsrichter: Erdoğan, Özdeniz |
| 19. Juli 2019 10:00 Uhr | meiste Tore: Þorkelsson 4 | (11:17)        | meiste Tore: Nærland 6 | Pavillón Municipal dos Deportes de Pontevedra, Pontevedra Zuschauer: 300 Schiedsrichter: Erdoğan, Özdeniz |
| 19. Juli 2019 10:00 Uhr | Strafen: 2× 3×            | Spielstatistik | Strafen: 3× 5×         | Pavillón Municipal dos Deportes de Pontevedra, Pontevedra Zuschauer: 300 Schiedsrichter: Erdoğan, Özdeniz |

| 19. Juli 2019 12:00 Uhr | Argentinien          | 23:31          | Dänemark             | Pavillón Municipal dos Deportes de Pontevedra, Pontevedra Zuschauer: 300 Schiedsrichter: Krichen, Makhlouf |
| 19. Juli 2019 12:00 Uhr | meiste Tore: López 6 | (11:13)        | meiste Tore: Lærke 6 | Pavillón Municipal dos Deportes de Pontevedra, Pontevedra Zuschauer: 300 Schiedsrichter: Krichen, Makhlouf |
| 19. Juli 2019 12:00 Uhr | Strafen: 2×          | Spielstatistik | Strafen: 2× 3×       | Pavillón Municipal dos Deportes de Pontevedra, Pontevedra Zuschauer: 300 Schiedsrichter: Krichen, Makhlouf |

| 19. Juli 2019 14:00 Uhr | Deutschland            | 39:22          | Chile                    | Pavillón Municipal dos Deportes de Pontevedra, Pontevedra Zuschauer: 100 Schiedsrichter: Hizaki, Ikebuchi |
| 19. Juli 2019 14:00 Uhr | meiste Tore: Heymann 6 | (19:12)        | meiste Tore: Gutiérrez 4 | Pavillón Municipal dos Deportes de Pontevedra, Pontevedra Zuschauer: 100 Schiedsrichter: Hizaki, Ikebuchi |
| 19. Juli 2019 14:00 Uhr | Strafen: 1× 3×         | Spielstatistik | Strafen: 3×              | Pavillón Municipal dos Deportes de Pontevedra, Pontevedra Zuschauer: 100 Schiedsrichter: Hizaki, Ikebuchi |

| 20. Juli 2019 16:00 Uhr | Chile                  | 25:22          | Argentinien                     | Pavillón Municipal dos Deportes de Pontevedra, Pontevedra Zuschauer: 90 Schiedsrichter: Năstase, Stancu |
| 20. Juli 2019 16:00 Uhr | meiste Tore: Baumann 9 | (14:10)        | meiste Tore: Flores, Martínez 4 | Pavillón Municipal dos Deportes de Pontevedra, Pontevedra Zuschauer: 90 Schiedsrichter: Năstase, Stancu |
| 20. Juli 2019 16:00 Uhr | Strafen: 2× 6×         | Spielstatistik | Strafen: 2× 3×                  | Pavillón Municipal dos Deportes de Pontevedra, Pontevedra Zuschauer: 90 Schiedsrichter: Năstase, Stancu |

| 20. Juli 2019 18:00 Uhr | Island                      | 25:22          | Dänemark               | Pavillón Municipal dos Deportes de Pontevedra, Pontevedra Zuschauer: 350 Schiedsrichter: Kulik, Nabokau |
| 20. Juli 2019 18:00 Uhr | meiste Tore: Valdimarsson 9 | (13:9)         | meiste Tore: Vinther 6 | Pavillón Municipal dos Deportes de Pontevedra, Pontevedra Zuschauer: 350 Schiedsrichter: Kulik, Nabokau |
| 20. Juli 2019 18:00 Uhr | Strafen: 1× 8× 1×           | Spielstatistik | Strafen: 2×            | Pavillón Municipal dos Deportes de Pontevedra, Pontevedra Zuschauer: 350 Schiedsrichter: Kulik, Nabokau |

| 20. Juli 2019 20:00 Uhr | Norwegen                | 20:29          | Deutschland             | Pavillón Municipal dos Deportes de Pontevedra, Pontevedra Zuschauer: 500 Schiedsrichter: Konjičanin, Konjičanin |
| 20. Juli 2019 20:00 Uhr | meiste Tore: Boilesen 4 | (12:16)        | meiste Tore: Ignatow 10 | Pavillón Municipal dos Deportes de Pontevedra, Pontevedra Zuschauer: 500 Schiedsrichter: Konjičanin, Konjičanin |
| 20. Juli 2019 20:00 Uhr | Strafen: 2×             | Spielstatistik | Strafen: 1× 3×          | Pavillón Municipal dos Deportes de Pontevedra, Pontevedra Zuschauer: 500 Schiedsrichter: Konjičanin, Konjičanin |

| 22. Juli 2019 10:00 Uhr | Norwegen                                  | 31:21          | Argentinien             | Pavillón Municipal dos Deportes de Pontevedra, Pontevedra Zuschauer: 300 Schiedsrichter: Mitrović, Vešović |
| 22. Juli 2019 10:00 Uhr | meiste Tore: Lode, Pettersen, Ronningen 4 | (15:11)        | meiste Tore: Martínez 4 | Pavillón Municipal dos Deportes de Pontevedra, Pontevedra Zuschauer: 300 Schiedsrichter: Mitrović, Vešović |
| 22. Juli 2019 10:00 Uhr | Strafen: 2× 7×                            | Spielstatistik | Strafen: 3×             | Pavillón Municipal dos Deportes de Pontevedra, Pontevedra Zuschauer: 300 Schiedsrichter: Mitrović, Vešović |

| 22. Juli 2019 12:00 Uhr | Dänemark                 | 48:24          | Chile                 | Pavillón Municipal dos Deportes de Pontevedra, Pontevedra Schiedsrichter: Hamidi, Belkhiri |
| 22. Juli 2019 12:00 Uhr | meiste Tore: Jørgensen 8 | (23:9)         | meiste Tore: Codina 5 | Pavillón Municipal dos Deportes de Pontevedra, Pontevedra Schiedsrichter: Hamidi, Belkhiri |
| 22. Juli 2019 12:00 Uhr | Strafen: 2× 3×           | Spielstatistik | Strafen: 1×           | Pavillón Municipal dos Deportes de Pontevedra, Pontevedra Schiedsrichter: Hamidi, Belkhiri |

| 22. Juli 2019 14:00 Uhr | Deutschland            | 26:17          | Island                  | Pavillón Municipal dos Deportes de Pontevedra, Pontevedra Zuschauer: 150 Schiedsrichter: Álvarez, Bustamante |
| 22. Juli 2019 14:00 Uhr | meiste Tore: Neuhaus 8 | (14:8)         | meiste Tore: Aronsson 4 | Pavillón Municipal dos Deportes de Pontevedra, Pontevedra Zuschauer: 150 Schiedsrichter: Álvarez, Bustamante |
| 22. Juli 2019 14:00 Uhr | Strafen: 1× 3×         | Spielstatistik | Strafen: 4× 5×          | Pavillón Municipal dos Deportes de Pontevedra, Pontevedra Zuschauer: 150 Schiedsrichter: Álvarez, Bustamante |

### Finalrunde
Ab der Finalrunde und bei den Platzierungsspielen wurden die Spiele im K.-o.-System ausgetragen. Im Falle eines Unentschiedens nach regulärer Spielzeit fand eine Verlängerung mit zweimal fünf Minuten Spielzeit statt. Endete auch die erste Verlängerung mit einem Unentschieden, wurde eine zweite Verlängerung mit zweimal fünf Minuten gespielt. Wenn dann immer noch keine Mannschaft in Führung lag, musste das Spiel in einem Siebenmeterwerfen entschieden werden.

#### Übersicht
|  | Achtelfinale | Achtelfinale | Achtelfinale |          |            | Viertelfinale    | Viertelfinale    | Viertelfinale    |    |  | Halbfinale | Halbfinale | Halbfinale |  |  | Finale | Finale | Finale |
|  |              |              |              |          |            |                  |                  |                  |    |  |            |            |            |  |  |        |        |        |
|  | B1           | Ägypten      | 30           |          |            |                  |                  |                  |    |  |            |            |            |  |  |        |        |        |
|  | A4           | Serbien      | 29           |          |            |                  |                  |                  |    |  |            |            |            |  |  |        |        |        |
|  | A4           | Serbien      | 29           | B1       | Ägypten    | 29               |                  |                  |    |  |            |            |            |  |  |        |        |        |
|  |              |              |              | B1       | Ägypten    | 29               |                  |                  |    |  |            |            |            |  |  |        |        |        |
|  |              |              | D3           | Norwegen | 27         |                  |                  |                  |    |  |            |            |            |  |  |        |        |        |
|  | D3           | Norwegen     | D3           | Norwegen | 27         | 29               |                  |                  |    |  |            |            |            |  |  |        |        |        |
|  | D3           | Norwegen     |              |          |            | 29               |                  |                  |    |  |            |            |            |  |  |        |        |        |
|  | C2           | Brasilien    | 28           |          |            |                  |                  |                  |    |  |            |            |            |  |  |        |        |        |
|  | C2           | Brasilien    | 28           | B1       | Ägypten    | 33               |                  |                  |    |  |            |            |            |  |  |        |        |        |
|  |              |              |              | B1       | Ägypten    | 33               |                  |                  |    |  |            |            |            |  |  |        |        |        |
|  |              | B3           | Frankreich   | 35       |            |                  |                  |                  |    |  |            |            |            |  |  |        |        |        |
|  | B3           | B3           | Frankreich   | 35       | Frankreich | 24               |                  |                  |    |  |            |            |            |  |  |        |        |        |
|  | B3           |              |              |          | Frankreich | 24               |                  |                  |    |  |            |            |            |  |  |        |        |        |
|  | A2           | Spanien      | 23           |          |            |                  |                  |                  |    |  |            |            |            |  |  |        |        |        |
|  | A2           | Spanien      | 23           | B3       | Frankreich | 35               |                  |                  |    |  |            |            |            |  |  |        |        |        |
|  |              |              |              | B3       | Frankreich | 35               |                  |                  |    |  |            |            |            |  |  |        |        |        |
|  |              |              | D1           | Dänemark | 32         |                  |                  |                  |    |  |            |            |            |  |  |        |        |        |
|  | D1           | Dänemark     | D1           | Dänemark | 32         | 30               |                  |                  |    |  |            |            |            |  |  |        |        |        |
|  | D1           | Dänemark     |              |          |            |                  |                  |                  |    |  |            |            |            |  |  |        |        |        |
|  | C4           | Ungarn       | 29           |          |            |                  |                  |                  |    |  |            |            |            |  |  |        |        |        |
|  | C4           | Ungarn       | 29           | B3       | Frankreich | 28               |                  |                  |    |  |            |            |            |  |  |        |        |        |
|  |              |              |              |          |            |                  |                  |                  |    |  |            |            |            |  |  |        |        |        |
|  |              | C1           | Kroatien     | 23       |            |                  |                  |                  |    |  |            |            |            |  |  |        |        |        |
|  | A1           | C1           | Kroatien     | 23       | Slowenien  | 32               |                  |                  |    |  |            |            |            |  |  |        |        |        |
|  | A1           |              |              |          | Slowenien  | 32               |                  |                  |    |  |            |            |            |  |  |        |        |        |
|  | B4           | Südkorea     | 28           |          |            |                  |                  |                  |    |  |            |            |            |  |  |        |        |        |
|  | B4           | Südkorea     | 28           | A1       | Slowenien  | 25               |                  |                  |    |  |            |            |            |  |  |        |        |        |
|  |              |              |              | A1       | Slowenien  | 25               |                  |                  |    |  |            |            |            |  |  |        |        |        |
|  |              |              | C3           | Portugal | 26         |                  |                  |                  |    |  |            |            |            |  |  |        |        |        |
|  | C3           | Portugal     | C3           | Portugal | 26         | 37               |                  |                  |    |  |            |            |            |  |  |        |        |        |
|  | C3           | Portugal     |              |          |            | 37               |                  |                  |    |  |            |            |            |  |  |        |        |        |
|  | D2           | Deutschland  | 36           |          |            |                  |                  |                  |    |  |            |            |            |  |  |        |        |        |
|  | D2           | Deutschland  | 36           | C3       | Portugal   | 28               |                  |                  |    |  |            |            |            |  |  |        |        |        |
|  |              |              |              | C3       | Portugal   | 28               |                  |                  |    |  |            |            |            |  |  |        |        |        |
|  |              | C1           | Kroatien     | 31       |            |                  |                  |                  |    |  |            |            |            |  |  |        |        |        |
|  | A3           | C1           | Kroatien     | 31       | Tunesien   | 29               |                  |                  |    |  |            |            |            |  |  |        |        |        |
|  | A3           |              |              |          |            |                  |                  |                  |    |  |            |            |            |  |  |        |        |        |
|  | B2           | Schweden     | 26           |          |            | Spiel um Platz 3 | Spiel um Platz 3 | Spiel um Platz 3 |    |  |            |            |            |  |  |        |        |        |
|  | B2           | Schweden     | 26           | A3       | Tunesien   | Spiel um Platz 3 | Spiel um Platz 3 | Spiel um Platz 3 | 24 |  |            |            |            |  |  |        |        |        |
|  |              |              |              | A3       | Tunesien   | B1               | Ägypten          | 37               | 24 |  |            |            |            |  |  |        |        |        |
|  |              |              | C1           | Kroatien | 27         | B1               | Ägypten          | 37               |    |  |            |            |            |  |  |        |        |        |
|  | C1           | Kroatien     | C1           | Kroatien | 27         | 29               | C3               | Portugal         | 27 |  |            |            |            |  |  |        |        |        |
|  | C1           | Kroatien     |              |          |            |                  |                  | Portugal         | 27 |  |            |            |            |  |  |        |        |        |
|  | D4           | Island       | 16           |          |            |                  |                  |                  |    |  |            |            |            |  |  |        |        |        |

#### Achtelfinale
| 24. Juli 2019 14:15 Uhr | Ägypten                | 30:29          | Serbien                      | As Travesas Sports Hall, Vigo Zuschauer: 80 Schiedsrichter: Gasmi, Gasmi |
| 24. Juli 2019 14:15 Uhr | meiste Tore: Mahmoud 7 | (15:14)        | meiste Tore: Milosavljević 6 | As Travesas Sports Hall, Vigo Zuschauer: 80 Schiedsrichter: Gasmi, Gasmi |
| 24. Juli 2019 14:15 Uhr | Strafen: 2× 3×         | Spielstatistik | Strafen: 2× 7× 1×            | As Travesas Sports Hall, Vigo Zuschauer: 80 Schiedsrichter: Gasmi, Gasmi |

| 24. Juli 2019 14:15 Uhr | Dänemark               | 30:29        | Ungarn                | Pavillón Municipal dos Deportes de Pontevedra, Pontevedra Zuschauer: 145 Schiedsrichter: Erdogan, Ozdeniz |
| 24. Juli 2019 14:15 Uhr | meiste Tore: Laerke 11 | (16:14)      | meiste Tore: Mathe 10 | Pavillón Municipal dos Deportes de Pontevedra, Pontevedra Zuschauer: 145 Schiedsrichter: Erdogan, Ozdeniz |
| 24. Juli 2019 14:15 Uhr | Strafen: 2× 3×         | Spielbericht | Strafen: 1× 4× 2×     | Pavillón Municipal dos Deportes de Pontevedra, Pontevedra Zuschauer: 145 Schiedsrichter: Erdogan, Ozdeniz |

| 24. Juli 2019 16:30 Uhr | Slowenien              | 32:28          | Südkorea           | As Travesas Sports Hall, Vigo Zuschauer: 75 Schiedsrichter: Lončar, Lončar |
| 24. Juli 2019 16:30 Uhr | meiste Tore: Ocvirk 11 | (17:17)        | meiste Tore: Kim 8 | As Travesas Sports Hall, Vigo Zuschauer: 75 Schiedsrichter: Lončar, Lončar |
| 24. Juli 2019 16:30 Uhr | Strafen: 1× 5×         | Spielstatistik | Strafen: 2× 3×     | As Travesas Sports Hall, Vigo Zuschauer: 75 Schiedsrichter: Lončar, Lončar |

| 24. Juli 2019 16:30 Uhr | Norwegen            | 29:28        | Brasilien               | Pavillón Municipal dos Deportes de Pontevedra, Pontevedra Zuschauer: 310 Schiedsrichter: Krichen, Makhlouf |
| 24. Juli 2019 16:30 Uhr | meiste Tore: Lode 7 | (12:13)      | meiste Tore: Torriani 7 | Pavillón Municipal dos Deportes de Pontevedra, Pontevedra Zuschauer: 310 Schiedsrichter: Krichen, Makhlouf |
| 24. Juli 2019 16:30 Uhr | Strafen: 1× 7× 1×   | Spielbericht | Strafen: 1× 2×          | Pavillón Municipal dos Deportes de Pontevedra, Pontevedra Zuschauer: 310 Schiedsrichter: Krichen, Makhlouf |

| 24. Juli 2019 18:45 Uhr | Kroatien                | 29:16        | Island                    | As Travesas Sports Hall, Vigo Zuschauer: 75 Schiedsrichter: Konjičanin, Konjičanin |
| 24. Juli 2019 18:45 Uhr | meiste Tore: Vistorop 6 | (13:7)       | meiste Tore: Porkelsson 5 | As Travesas Sports Hall, Vigo Zuschauer: 75 Schiedsrichter: Konjičanin, Konjičanin |
| 24. Juli 2019 18:45 Uhr | Strafen: 1× 5×          | Spielbericht | Strafen: 5×               | As Travesas Sports Hall, Vigo Zuschauer: 75 Schiedsrichter: Konjičanin, Konjičanin |

| 24. Juli 2019 18:45 Uhr | Portugal             | 37:36 n. V.      | Deutschland             | Pavillón Municipal dos Deportes de Pontevedra, Pontevedra Zuschauer: 1.500 Schiedsrichter: Álvarez, Bustamante |
| 24. Juli 2019 18:45 Uhr | meiste Tore: Gomes 8 | (14:14), (30:30) | meiste Tore: Ignatow 10 | Pavillón Municipal dos Deportes de Pontevedra, Pontevedra Zuschauer: 1.500 Schiedsrichter: Álvarez, Bustamante |
| 24. Juli 2019 18:45 Uhr | Strafen: 1× 4× 1×    | Spielbericht     | Strafen: 2× 3×          | Pavillón Municipal dos Deportes de Pontevedra, Pontevedra Zuschauer: 1.500 Schiedsrichter: Álvarez, Bustamante |

| 24. Juli 2019 21:00 Uhr | Tunesien                | 29:26        | Schweden              | As Travesas Sports Hall, Vigo Zuschauer: 152 Schiedsrichter: Burgos, Delgado |
| 24. Juli 2019 21:00 Uhr | meiste Tore: Darmoul 12 | (14:13)      | meiste Tore: Salihi 7 | As Travesas Sports Hall, Vigo Zuschauer: 152 Schiedsrichter: Burgos, Delgado |
| 24. Juli 2019 21:00 Uhr | Strafen: 2×             | Spielbericht | Strafen: 3× 1×        | As Travesas Sports Hall, Vigo Zuschauer: 152 Schiedsrichter: Burgos, Delgado |

| 24. Juli 2019 21:00 Uhr | Frankreich            | 24:23        | Spanien                            | Pavillón Municipal dos Deportes de Pontevedra, Pontevedra Zuschauer: 2.100 Schiedsrichter: Belkhiri, Hamidi |
| 24. Juli 2019 21:00 Uhr | meiste Tore: Gaudin 9 | (13:10)      | meiste Tore: Pérez Arce, Serrano 7 | Pavillón Municipal dos Deportes de Pontevedra, Pontevedra Zuschauer: 2.100 Schiedsrichter: Belkhiri, Hamidi |
| 24. Juli 2019 21:00 Uhr | Strafen: 2× 5×        | Spielbericht | Strafen: 2× 1×                     | Pavillón Municipal dos Deportes de Pontevedra, Pontevedra Zuschauer: 2.100 Schiedsrichter: Belkhiri, Hamidi |

#### Viertelfinale
| 25. Juli 2019 18:45 Uhr | Ägypten                                | 29:27          | Norwegen                | As Travesas Sports Hall, Vigo Zuschauer: 105 Schiedsrichter: Álvarez, Bustamante |
| 25. Juli 2019 18:45 Uhr | meiste Tore: Ahmed, Elderaa, Dahroug 5 | (12:14)        | meiste Tore: Boilesen 6 | As Travesas Sports Hall, Vigo Zuschauer: 105 Schiedsrichter: Álvarez, Bustamante |
| 25. Juli 2019 18:45 Uhr | Strafen: 1× 3×                         | Spielstatistik | Strafen: 1× 4×          | As Travesas Sports Hall, Vigo Zuschauer: 105 Schiedsrichter: Álvarez, Bustamante |

| 25. Juli 2019 18:45 Uhr | Frankreich            | 35:32          | Dänemark              | Pavillón Municipal dos Deportes de Pontevedra, Pontevedra Zuschauer: 600 Schiedsrichter: Konjičanin, Konjičanin |
| 25. Juli 2019 18:45 Uhr | meiste Tore: Prandi 7 | (14:16)        | meiste Tore: Laerke 7 | Pavillón Municipal dos Deportes de Pontevedra, Pontevedra Zuschauer: 600 Schiedsrichter: Konjičanin, Konjičanin |
| 25. Juli 2019 18:45 Uhr | Strafen: 1× 2× 1×     | Spielstatistik | Strafen: 1× 2×        | Pavillón Municipal dos Deportes de Pontevedra, Pontevedra Zuschauer: 600 Schiedsrichter: Konjičanin, Konjičanin |

| 25. Juli 2019 21:00 Uhr | Portugal              | 26:25          | Slowenien              | As Travesas Sports Hall, Vigo Zuschauer: 205 Schiedsrichter: Erdogan, Ozdeniz |
| 25. Juli 2019 21:00 Uhr | meiste Tore: Vieira 7 | (13:14)        | meiste Tore: Ocvirk 13 | As Travesas Sports Hall, Vigo Zuschauer: 205 Schiedsrichter: Erdogan, Ozdeniz |
| 25. Juli 2019 21:00 Uhr | Strafen: 2× 4× 1×     | Spielstatistik | Strafen: 2× 6×         | As Travesas Sports Hall, Vigo Zuschauer: 205 Schiedsrichter: Erdogan, Ozdeniz |

| 25. Juli 2019 21:00 Uhr | Tunesien               | 24:27          | Kroatien                  | Pavillón Municipal dos Deportes de Pontevedra, Pontevedra Zuschauer: 200 Schiedsrichter: Gasmi, Gasmi |
| 25. Juli 2019 21:00 Uhr | meiste Tore: Bannour 7 | (9:13)         | meiste Tore: Martinović 9 | Pavillón Municipal dos Deportes de Pontevedra, Pontevedra Zuschauer: 200 Schiedsrichter: Gasmi, Gasmi |
| 25. Juli 2019 21:00 Uhr | Strafen: 1× 2×         | Spielstatistik | Strafen: 2× 4×            | Pavillón Municipal dos Deportes de Pontevedra, Pontevedra Zuschauer: 200 Schiedsrichter: Gasmi, Gasmi |

#### Halbfinale
| 27. Juli 2019 18:00 Uhr | Ägypten                                  | 33:35          | Frankreich            | Pavillón Municipal dos Deportes de Pontevedra, Pontevedra Zuschauer: 1.200 Schiedsrichter: Konjičanin, Konjičanin |
| 27. Juli 2019 18:00 Uhr | meiste Tore: Mahmoud, Elderaa, Mohamed 5 | (16:19)        | meiste Tore: Gaudin 7 | Pavillón Municipal dos Deportes de Pontevedra, Pontevedra Zuschauer: 1.200 Schiedsrichter: Konjičanin, Konjičanin |
| 27. Juli 2019 18:00 Uhr | Strafen: 2×                              | Spielstatistik | Strafen: 3× 4×        | Pavillón Municipal dos Deportes de Pontevedra, Pontevedra Zuschauer: 1.200 Schiedsrichter: Konjičanin, Konjičanin |

| 27. Juli 2019 20:30 Uhr | Portugal             | 28:31          | Kroatien                  | Pavillón Municipal dos Deportes de Pontevedra, Pontevedra Zuschauer: 1.200 Schiedsrichter: Belkhiri, Hamidi |
| 27. Juli 2019 20:30 Uhr | meiste Tore: Silva 9 | (9:12)         | meiste Tore: Martinović 8 | Pavillón Municipal dos Deportes de Pontevedra, Pontevedra Zuschauer: 1.200 Schiedsrichter: Belkhiri, Hamidi |
| 27. Juli 2019 20:30 Uhr | Strafen: 1× 4×       | Spielstatistik | Strafen: 2× 4× 1×         | Pavillón Municipal dos Deportes de Pontevedra, Pontevedra Zuschauer: 1.200 Schiedsrichter: Belkhiri, Hamidi |

#### Spiel um Platz 3
| 28. Juli 2019 14:00 Uhr | Ägypten                | 37:27          | Portugal                     | As Travesas Sports Hall, Vigo Zuschauer: 720 Schiedsrichter: Erdoğan, Özdeniz |
| 28. Juli 2019 14:00 Uhr | meiste Tore: Dahroug 6 | (17:15)        | meiste Tore: Silva, Vieira 7 | As Travesas Sports Hall, Vigo Zuschauer: 720 Schiedsrichter: Erdoğan, Özdeniz |
| 28. Juli 2019 14:00 Uhr | Strafen: 1×            | Spielstatistik | Strafen: 2× 1×               | As Travesas Sports Hall, Vigo Zuschauer: 720 Schiedsrichter: Erdoğan, Özdeniz |

#### Finale
| 28. Juli 2019 16:30 Uhr | Frankreich             | 28:23          | Kroatien             | As Travesas Sports Hall, Vigo Zuschauer: 2.200 Schiedsrichter: Álvarez, Bustamante |
| 28. Juli 2019 16:30 Uhr | meiste Tore: Richert 6 | (15:10)        | meiste Tore: Šarac 7 | As Travesas Sports Hall, Vigo Zuschauer: 2.200 Schiedsrichter: Álvarez, Bustamante |
| 28. Juli 2019 16:30 Uhr | Strafen: 2× 4×         | Spielstatistik | Strafen: 2× 5× 1×    | As Travesas Sports Hall, Vigo Zuschauer: 2.200 Schiedsrichter: Álvarez, Bustamante |

### Spiele Platz 9–16
Die Verlierer des Achtelfinals spielten die Plätze 9 bis 16 aus. Dabei spielten die Besten Teams aus der Vorrunde gegeneinander. Genauso wie die Finalspiele, wurden die Spiele im K.-o.-Modus ausgetragen. Im Falle eines Unentschiedens nach regulärer Spielzeit wurde die Entscheidung direkt in einem Siebenmeterwerfen ermittelt.

#### Übersicht
|  | Spiel um Platz 15 |          |    |
|  |                   |          |    |
|  |                   |          |    |
|  | C4                | Ungarn   | 40 |
|  | B4                | Südkorea | 36 |

|  | Spiel um Platz 13 |         |    |
|  |                   |         |    |
|  |                   |         |    |
|  | D4                | Island  | 22 |
|  | A4                | Serbien | 24 |

|  | Spiel um Platz 11 |           |    |
|  |                   |           |    |
|  |                   |           |    |
|  | C2                | Brasilien | 30 |
|  | B2                | Schweden  | 36 |

|  | Spiel um Platz 9 |             |    |
|  |                  |             |    |
|  |                  |             |    |
|  | D2               | Deutschland | 29 |
|  | A2               | Spanien     | 28 |

#### Spiel um Platz 15
| 25. Juli 2019 14:15 Uhr | Ungarn               | 40:36          | Südkorea           | Pavillón Municipal dos Deportes de Pontevedra, Pontevedra Zuschauer: 80 Schiedsrichter: Mitrović, Vešović |
| 25. Juli 2019 14:15 Uhr | meiste Tore: Rosta 9 | (21:19)        | meiste Tore: Kim 9 | Pavillón Municipal dos Deportes de Pontevedra, Pontevedra Zuschauer: 80 Schiedsrichter: Mitrović, Vešović |
| 25. Juli 2019 14:15 Uhr | Strafen: 2× 3× 1×    | Spielstatistik | Strafen: 1×        | Pavillón Municipal dos Deportes de Pontevedra, Pontevedra Zuschauer: 80 Schiedsrichter: Mitrović, Vešović |

#### Spiel um Platz 13
| 25. Juli 2019 16:30 Uhr | Island                      | 22:24          | Serbien                    | As Travesas Sports Hall, Vigo Zuschauer: 65 Schiedsrichter: Kulik, Nabokau |
| 25. Juli 2019 16:30 Uhr | meiste Tore: Valdimarsson 6 | (9:16)         | meiste Tore: Radivojevic 6 | As Travesas Sports Hall, Vigo Zuschauer: 65 Schiedsrichter: Kulik, Nabokau |
| 25. Juli 2019 16:30 Uhr | Strafen: 3×                 | Spielstatistik | Strafen: 2× 1×             | As Travesas Sports Hall, Vigo Zuschauer: 65 Schiedsrichter: Kulik, Nabokau |

#### Spiel um Platz 11
| 25. Juli 2019 14:15 Uhr | Brasilien                         | 30:36          | Schweden              | As Travesas Sports Hall, Vigo Zuschauer: 125 Schiedsrichter: Alpaidze, Berezkina |
| 25. Juli 2019 14:15 Uhr | meiste Tore: Torriani, Catarino 6 | (18:20)        | meiste Tore: Åström 7 | As Travesas Sports Hall, Vigo Zuschauer: 125 Schiedsrichter: Alpaidze, Berezkina |
| 25. Juli 2019 14:15 Uhr | Strafen: 1× 2×                    | Spielstatistik | Strafen: 2× 6×        | As Travesas Sports Hall, Vigo Zuschauer: 125 Schiedsrichter: Alpaidze, Berezkina |

#### Spiel um Platz 9
| 25. Juli 2019 16:30 Uhr | Deutschland         | 29:28 n. S.      | Spanien                     | As Travesas Sports Hall, Vigo Zuschauer: 750 Schiedsrichter: Krichen, Makhlouf |
| 25. Juli 2019 16:30 Uhr | meiste Tore: Timm 5 | (13:15), (23:23) | meiste Tore: Suarez Diaz 10 | As Travesas Sports Hall, Vigo Zuschauer: 750 Schiedsrichter: Krichen, Makhlouf |
| 25. Juli 2019 16:30 Uhr | Strafen: 1× 3×      | Spielstatistik   | Strafen: 3× 1×              | As Travesas Sports Hall, Vigo Zuschauer: 750 Schiedsrichter: Krichen, Makhlouf |

### Spiele Platz 5–8
Die Verlierer des Viertelfinals spielten die Plätze 5 bis 8 aus. Dabei spielten die Besten Teams aus der Vorrunde gegeneinander. Genauso wie die Finalspiele, wurden die Spiele im K.-o.-Modus ausgetragen. Im Falle eines Unentschiedens nach regulärer Spielzeit musste das Spiel direkt in einem Siebenmeterwerfen entschieden werden.

#### Übersicht
|  | Platzierungsrunde Platz 5–8 | Platzierungsrunde Platz 5–8 | Platzierungsrunde Platz 5–8 |    |          | Spiel um Platz 5 | Spiel um Platz 5 | Spiel um Platz 5 |
|  |                             |                             |                             |    |          |                  |                  |                  |
|  |                             |                             |                             |    |          |                  |                  |                  |
|  | D3                          | Norwegen                    | 34                          |    |          |                  |                  |                  |
|  | D1                          | Dänemark                    | 40                          |    |          |                  |                  |                  |
|  |                             |                             |                             | D1 | Dänemark | 34               |                  |                  |
|  |                             |                             |                             |    | A1       | Slowenien        | 26               |                  |
|  | A1                          | Slowenien                   | 31                          |    |          |                  |                  |                  |
|  | A3                          | Tunesien                    | 27                          |    |          | Spiel um Platz 7 | Spiel um Platz 7 | Spiel um Platz 7 |
|  |                             |                             |                             |    |          | D3               | Norwegen         | 36               |
|  | A3                          | Tunesien                    | 37                          |    |          |                  |                  |                  |
|  |                             |                             |                             |    |          |                  |                  |                  |

#### Halbfinale
| 27. Juli 2019 13:00 Uhr | Norwegen                | 34:40          | Dänemark              | Pavillón Municipal dos Deportes de Pontevedra, Pontevedra Zuschauer: 200 Schiedsrichter: Gasmi, Gasmi |
| 27. Juli 2019 13:00 Uhr | meiste Tore: Boilesen 8 | (22:18)        | meiste Tore: Gidsel 9 | Pavillón Municipal dos Deportes de Pontevedra, Pontevedra Zuschauer: 200 Schiedsrichter: Gasmi, Gasmi |
| 27. Juli 2019 13:00 Uhr | Strafen: 2×             | Spielstatistik | Strafen: 1× 4× 1×     | Pavillón Municipal dos Deportes de Pontevedra, Pontevedra Zuschauer: 200 Schiedsrichter: Gasmi, Gasmi |

| 27. Juli 2019 15:30 Uhr | Slowenien              | 31:27          | Tunesien            | Pavillón Municipal dos Deportes de Pontevedra, Pontevedra Zuschauer: 305 Schiedsrichter: Mitrović, Vešović |
| 27. Juli 2019 15:30 Uhr | meiste Tore: Ocvirk 11 | (17:13)        | meiste Tore: Aidi 8 | Pavillón Municipal dos Deportes de Pontevedra, Pontevedra Zuschauer: 305 Schiedsrichter: Mitrović, Vešović |
| 27. Juli 2019 15:30 Uhr | Strafen: 4× 5×         | Spielstatistik | Strafen: 2× 4×      | Pavillón Municipal dos Deportes de Pontevedra, Pontevedra Zuschauer: 305 Schiedsrichter: Mitrović, Vešović |

#### Spiel um Platz 7
| 28. Juli 2019 9:00 Uhr | Norwegen                  | 36:37          | Tunesien                | As Travesas Sports Hall, Vigo Zuschauer: 150 Schiedsrichter: Alpaidze, Berzkina |
| 28. Juli 2019 9:00 Uhr | meiste Tore: Pettersen 10 | (15:16)        | meiste Tore: Bannour 11 | As Travesas Sports Hall, Vigo Zuschauer: 150 Schiedsrichter: Alpaidze, Berzkina |
| 28. Juli 2019 9:00 Uhr | Strafen: 3× 8× 1×         | Spielstatistik | Strafen: 1×             | As Travesas Sports Hall, Vigo Zuschauer: 150 Schiedsrichter: Alpaidze, Berzkina |

#### Spiel um Platz 5
| 28. Juli 2019 11:30 Uhr | Dänemark               | 34:26          | Slowenien                     | As Travesas Sports Hall, Vigo Zuschauer: 200 Schiedsrichter: Burgos, Delgado |
| 28. Juli 2019 11:30 Uhr | meiste Tore: Tilsted 7 | (21:14)        | meiste Tore: Horvat, Horzen 6 | As Travesas Sports Hall, Vigo Zuschauer: 200 Schiedsrichter: Burgos, Delgado |
| 28. Juli 2019 11:30 Uhr | Strafen: 1× 3×         | Spielstatistik | Strafen: 2×                   | As Travesas Sports Hall, Vigo Zuschauer: 200 Schiedsrichter: Burgos, Delgado |

### President’s Cup
Beim President’s Cup wurden die Plätze 17 bis 24 ausgespielt. Dabei spielten die Gruppenfünften aus der Vorrunde um die Plätze 17 bis 20 und die Gruppensechsten aus der Vorrunde um die Plätze 21 bis 24. Genauso wie die Finalspiele, wurden die Spiele im K.-o.-Modus ausgetragen. Im Falle eines Unentschiedens nach regulärer Spielzeit musste das Spiel direkt in einem Siebenmeterwerfen entschieden werden.

#### Übersicht
|  | Platzierungsrunde Platz 21–24 | Platzierungsrunde Platz 21–24 | Platzierungsrunde Platz 21–24 |    |                    | Spiel um Platz 21 | Spiel um Platz 21 | Spiel um Platz 21 |
|  |                               |                               |                               |    |                    |                   |                   |                   |
|  |                               |                               |                               |    |                    |                   |                   |                   |
|  | A6                            | Vereinigte Staaten            | 31                            |    |                    |                   |                   |                   |
|  | B6                            | Australien                    | 18                            |    |                    |                   |                   |                   |
|  |                               |                               |                               | A6 | Vereinigte Staaten | 20                |                   |                   |
|  |                               |                               |                               |    | D6                 | Argentinien       | 23                |                   |
|  | C6                            | Kosovo                        | 29                            |    |                    |                   |                   |                   |
|  | D6                            | Argentinien                   | 36                            |    |                    | Spiel um Platz 23 | Spiel um Platz 23 | Spiel um Platz 23 |
|  |                               |                               |                               |    |                    | B6                | Australien        | 20                |
|  | C6                            | Kosovo                        | 38                            |    |                    |                   |                   |                   |
|  |                               |                               |                               |    |                    |                   |                   |                   |

|  | Platzierungsrunde Platz 17–20 | Platzierungsrunde Platz 17–20 | Platzierungsrunde Platz 17–20 |    |       | Spiel um Platz 17 | Spiel um Platz 17 | Spiel um Platz 17 |
|  |                               |                               |                               |    |       |                   |                   |                   |
|  |                               |                               |                               |    |       |                   |                   |                   |
|  | A5                            | Japan                         | 26                            |    |       |                   |                   |                   |
|  | B5                            | Nigeria                       | 16                            |    |       |                   |                   |                   |
|  |                               |                               |                               | A5 | Japan | 22                |                   |                   |
|  |                               |                               |                               |    | C5    | Bahrain           | 23                |                   |
|  | C5                            | Bahrain                       | 30                            |    |       |                   |                   |                   |
|  | D5                            | Chile                         | 29                            |    |       | Spiel um Platz 19 | Spiel um Platz 19 | Spiel um Platz 19 |
|  |                               |                               |                               |    |       | B5                | Nigeria           | 34                |
|  | D5                            | Chile                         | 26                            |    |       |                   |                   |                   |
|  |                               |                               |                               |    |       |                   |                   |                   |

#### Platzierungsspiele
| 24. Juli 2019 9:45 Uhr | Vereinigte Staaten     | 31:18          | Australien             | As Travesas Sports Hall, Vigo Zuschauer: 200 Schiedsrichter: Hizaki, Ikebuchi |
| 24. Juli 2019 9:45 Uhr | meiste Tore: Skorupa 7 | (15:10)        | meiste Tore: McCourt 6 | As Travesas Sports Hall, Vigo Zuschauer: 200 Schiedsrichter: Hizaki, Ikebuchi |
| 24. Juli 2019 9:45 Uhr | Strafen: 1× 5×         | Spielstatistik | Strafen: 3×            | As Travesas Sports Hall, Vigo Zuschauer: 200 Schiedsrichter: Hizaki, Ikebuchi |

| 24. Juli 2019 9:45 Uhr | Kosovo                   | 29:36          | Argentinien                | Pavillón Municipal dos Deportes de Pontevedra, Pontevedra Zuschauer: 70 Schiedsrichter: Al-Mawt, Marhoon |
| 24. Juli 2019 9:45 Uhr | meiste Tore: Tahirukaj 7 | (13:18)        | meiste Tore: Lopez Perez 9 | Pavillón Municipal dos Deportes de Pontevedra, Pontevedra Zuschauer: 70 Schiedsrichter: Al-Mawt, Marhoon |
| 24. Juli 2019 9:45 Uhr | Strafen: 1× 2×           | Spielstatistik | Strafen: 2× 1×             | Pavillón Municipal dos Deportes de Pontevedra, Pontevedra Zuschauer: 70 Schiedsrichter: Al-Mawt, Marhoon |

| 24. Juli 2019 12:00 Uhr | Japan                           | 26:16          | Nigeria             | As Travesas Sports Hall, Vigo Zuschauer: 100 Schiedsrichter: Năstase, Stancu |
| 24. Juli 2019 12:00 Uhr | meiste Tore: Sakurai, Hattori 5 | (14:6)         | meiste Tore: Anas 5 | As Travesas Sports Hall, Vigo Zuschauer: 100 Schiedsrichter: Năstase, Stancu |
| 24. Juli 2019 12:00 Uhr | Strafen: 1× 3×                  | Spielstatistik | Strafen: 1× 4×      | As Travesas Sports Hall, Vigo Zuschauer: 100 Schiedsrichter: Năstase, Stancu |

| 24. Juli 2019 12:00 Uhr | Bahrain               | 30:29          | Chile                  | Pavillón Municipal dos Deportes de Pontevedra, Pontevedra Zuschauer: 65 Schiedsrichter: Cheng, Zhou |
| 24. Juli 2019 12:00 Uhr | meiste Tore: Fadhul 5 | (14:13)        | meiste Tore: Codina 11 | Pavillón Municipal dos Deportes de Pontevedra, Pontevedra Zuschauer: 65 Schiedsrichter: Cheng, Zhou |
| 24. Juli 2019 12:00 Uhr | Strafen: 3× 5×        | Spielstatistik | Strafen: 3× 4×         | Pavillón Municipal dos Deportes de Pontevedra, Pontevedra Zuschauer: 65 Schiedsrichter: Cheng, Zhou |

#### Spiel um Platz 23
| 25. Juli 2019 9:45 Uhr | Australien            | 20:38          | Kosovo                  | Pavillón Municipal dos Deportes de Pontevedra, Pontevedra Zuschauer: 50 Schiedsrichter: Cheng, Zhou |
| 25. Juli 2019 9:45 Uhr | meiste Tore: Prokić 4 | (9:21)         | meiste Tore: Xhafolli 8 | Pavillón Municipal dos Deportes de Pontevedra, Pontevedra Zuschauer: 50 Schiedsrichter: Cheng, Zhou |
| 25. Juli 2019 9:45 Uhr | Strafen: 1×           | Spielstatistik | Strafen: 1×             | Pavillón Municipal dos Deportes de Pontevedra, Pontevedra Zuschauer: 50 Schiedsrichter: Cheng, Zhou |

#### Spiel um Platz 21
| 25. Juli 2019 9:45 Uhr | Vereinigte Staaten     | 20:23          | Argentinien                | As Travesas Sports Hall, Vigo Zuschauer: 80 Schiedsrichter: Năstase, Stancu |
| 25. Juli 2019 9:45 Uhr | meiste Tore: Seifert 9 | (8:11)         | meiste Tore: Lopez Perez 4 | As Travesas Sports Hall, Vigo Zuschauer: 80 Schiedsrichter: Năstase, Stancu |
| 25. Juli 2019 9:45 Uhr | Strafen: 7× 1×         | Spielstatistik | Strafen: 1× 5×             | As Travesas Sports Hall, Vigo Zuschauer: 80 Schiedsrichter: Năstase, Stancu |

#### Spiel um Platz 19
| 25. Juli 2019 12:00 Uhr | Nigeria                | 34:26          | Chile                  | Pavillón Municipal dos Deportes de Pontevedra, Pontevedra Zuschauer: 85 Schiedsrichter: Al-Mawt, Marhoon |
| 25. Juli 2019 12:00 Uhr | meiste Tore: Owolabi 8 | (14:10)        | meiste Tore: Salgado 8 | Pavillón Municipal dos Deportes de Pontevedra, Pontevedra Zuschauer: 85 Schiedsrichter: Al-Mawt, Marhoon |
| 25. Juli 2019 12:00 Uhr | Strafen: 1× 6× 1×      | Spielstatistik | Strafen: 2×            | Pavillón Municipal dos Deportes de Pontevedra, Pontevedra Zuschauer: 85 Schiedsrichter: Al-Mawt, Marhoon |

#### Spiel um Platz 17
| 25. Juli 2019 12:00 Uhr | Japan                          | 22:23          | Bahrain               | As Travesas Sports Hall, Vigo Zuschauer: 85 Schiedsrichter: Lončar, Lončar |
| 25. Juli 2019 12:00 Uhr | meiste Tore: Sueoka, Hattori 6 | (12:12)        | meiste Tore: Fadhul 8 | As Travesas Sports Hall, Vigo Zuschauer: 85 Schiedsrichter: Lončar, Lončar |
| 25. Juli 2019 12:00 Uhr | Strafen: 1× 3×                 | Spielstatistik | Strafen: 3× 1×        | As Travesas Sports Hall, Vigo Zuschauer: 85 Schiedsrichter: Lončar, Lončar |

## Abschlussplatzierungen
| Rang   | Team               | Sp. | S | U | N | Tore    | Diff. |
| ------ | ------------------ | --- | - | - | - | ------- | ----- |
| Gold   | Frankreich         | 9   | 7 | 0 | 2 | 321:237 | 0+84  |
| Silber | Kroatien           | 9   | 8 | 0 | 1 | 267:227 | 0+40  |
| Bronze | Ägypten            | 9   | 8 | 0 | 1 | 327:255 | 0+72  |
| 04.    | Portugal           | 9   | 5 | 0 | 4 | 275:272 | 00+3  |
| 05.    | Dänemark           | 9   | 7 | 0 | 2 | 299:252 | 0+47  |
| 06.    | Slowenien          | 9   | 7 | 0 | 2 | 270:227 | 0+43  |
| 07.    | Tunesien           | 9   | 5 | 0 | 4 | 247:249 | 00-2  |
| 08.    | Norwegen           | 9   | 4 | 0 | 5 | 273:260 | 0+13  |
| 09.    | Deutschland        | 7   | 5 | 0 | 2 | 227:179 | 0+48  |
| 10.    | Spanien            | 7   | 4 | 0 | 3 | 189:156 | 0+33  |
| 11.    | Schweden           | 7   | 5 | 0 | 2 | 230:183 | 0+47  |
| 12.    | Brasilien          | 7   | 4 | 0 | 3 | 216:202 | 0+14  |
| 13.    | Serbien            | 7   | 3 | 0 | 4 | 187:178 | 00+9  |
| 14.    | Island             | 7   | 3 | 0 | 4 | 151:171 | 0−20  |
| 15.    | Ungarn             | 7   | 4 | 0 | 3 | 224:221 | 00+3  |
| 16.    | Südkorea           | 7   | 2 | 0 | 5 | 240:240 | 000   |
| 17.    | Bahrain            | 7   | 2 | 1 | 4 | 188:202 | 0−14  |
| 18.    | Japan              | 7   | 2 | 0 | 5 | 157:163 | 00−6  |
| 19.    | Nigeria            | 7   | 2 | 0 | 5 | 189:251 | 0−62  |
| 20.    | Chile              | 7   | 1 | 0 | 6 | 170:235 | 0−65  |
| 21.    | Argentinien        | 7   | 2 | 0 | 5 | 172:205 | 0−33  |
| 22.    | Vereinigte Staaten | 7   | 1 | 0 | 6 | 142:205 | 0−61  |
| 23.    | Kosovo             | 7   | 1 | 1 | 5 | 178:212 | 0−34  |
| 24.    | Australien         | 7   | 0 | 0 | 7 | 123:280 | −157  |

- Der erste Platz berechtigt zur Teilnahme an der U-21-Handball-Weltmeisterschaft 2021
- Die Platzierungen ergaben sich nach folgenden Kriterien:
  - Plätze 1 bis 4: Ergebnisse im Finale sowie im Spiel um Platz 3
  - Plätze 5 bis 8 (Verlierer der Viertelfinalpartien): Ergebnisse der Platzierungsspiele um die Plätze 5 bis 8
  - Plätze 9 bis 16 (Verlierer der Achtelfinalpartien): Ergebnisse der Platzierungsspiele um die Plätze 9 bis 16
  - Plätze 17 bis 20: Ergebnisse der Platzierungsspiele des President’s Cup unter den Fünftplatzierten der Vorrunde
  - Plätze 21 bis 24: Ergebnisse der Platzierungsspiele des President’s Cup unter den Sechstplatzierten der Vorrunde